# Heikki Kovalainen
Heikki Johannes Kovalainen (født 19. oktober 1981 i Suomussalmi, Finland) er en finsk racerkører, der havde kørt i Formel 1 for Renault, McLaren, Lotus Racing og Lotus F1.
Han fik sin Formel 1-debut i 2007 hos Renault, men skiftede allerede året efter til McLaren. Kovalainen vandt i 2008 sin første Grand Prix-sejr, da han sejrede i Ungarns Grand Prix.
Han kører lige nu for det japanske Super GT serie i 2015 med Team SARD, sammen med Kohei Hirate.